# Kernenergie in China

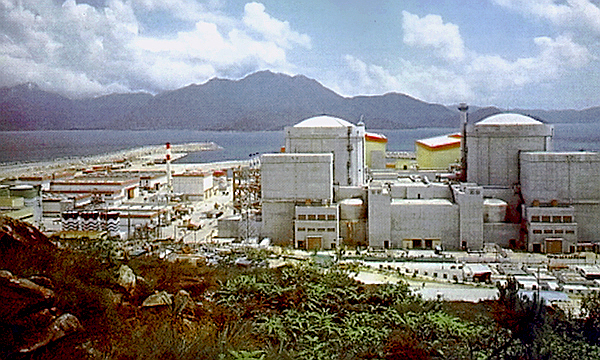
De eerste kerncentrale (Daya Wan)

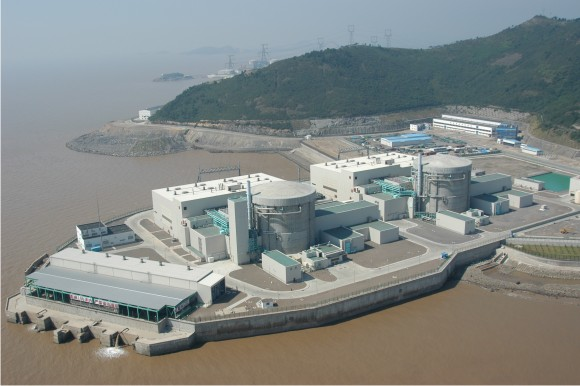
CANDU-reactoren in Qinshan

In de Volksrepubliek China staat kernenergie in voor ongeveer 4,9% van de stroomproductie (2019). Deze 348 TWh was afkomstig van 25 commerciële reactoren, verspreid over negen kerncentrales. Samen vertegenwoordigen ze een elektrisch vermogen van 23 GW (gigawatt).
Op middellange termijn (2030) beoogt het een nucleaire capaciteit van 150 GW. Kernenergie wordt gezien als een belangrijk instrument in de strijd tegen luchtvervuiling en klimaatverandering.

## Stroomproductie
China was een relatieve laatkomer inzake civiele kernenergie, met de opstart van een eerste nucleaire eenheid pas eind 1991. Sedertdien heeft de technologie zich een kleine plaats verworven op de door kolencentrales gedomineerde elektriciteitsmarkt. Van 2003 tot 2014 hield de jaarlijks toenemende nucleaire output min of meer gelijke tred met de snel groeiende stroomproductie: Daarna is het aandeel gestaag gegroeid.
| Jaar | Productie kernenergie (TWh) | Totale stroomproductie (TWh) | Aandeel |
| ---- | --------------------------- | ---------------------------- | ------- |
| 2000 | 16,7                        | 1355,6                       | 1,23%   |
| 2001 | 17,5                        | 1480,8                       | 1,18%   |
| 2002 | 25,1                        | 1654,0                       | 1,52%   |
| 2003 | 43,3                        | 1910,6                       | 2,27%   |
| 2004 | 50,5                        | 2203,3                       | 2,29%   |
| 2005 | 53,1                        | 2500,3                       | 2,12%   |
| 2006 | 54,8                        | 2865,7                       | 1,91%   |
| 2007 | 62,1                        | 3281,6                       | 1,89%   |
| 2008 | 68,4                        | 3466,9                       | 1,97%   |
| 2009 | 70,1                        | 3714,7                       | 1,89%   |
| 2010 | 73,9                        | 4207,2                       | 1,76%   |
| 2011 | 86,3                        | 4713,0                       | 1,83%   |
| 2012 | 97,4                        | 4987,6                       | 1,95%   |
| 2013 | 111,6                       | 5361,6                       | 2,06%   |
| 2014 | 132,5                       | 5649,6                       | 2,34%   |
| 2015 | 170,8                       | 5814,6                       | 2,93%   |
| 2016 | 213,3                       | 6133,2                       | 3,48%   |
| 2017 | 248,3                       | 6495,1                       | 3,82%   |
| 2018 | 294,0                       | 7001,0                       | 4,20%   |
| 2019 | 348,0                       | 7102,0                       | 4,90%   |

## Huidig atoompark
Het operationele kernpark bestaat volledig uit buitenlandse ontwerpen. In de bestaande kerncentrales zijn drukwaterreactoren de referentietechnologie (op een kleine kweekreactor na). Daarbinnen zijn ze hoofdzakelijk van het lichtwatertype, naast enkele zwaarwaterreactoren (CANDU). Veruit de meeste zijn gelegen in dichtbevolkte gebieden aan de kust.
Ook inzake opwerking wil China op eigen benen staan. De beslissende stap daartoe werd gezet in 2010 met de opening van Fabriek 404 te Gansu door de Chinese Nationale Maatschappij voor Kernindustrie.
| Naam          | Plaats       | Type | Model      | Status       | Netto- vermogen (MWe) | Begin bouw | Ingebruikname | Sluiting |
| ------------- | ------------ | ---- | ---------- | ------------ | --------------------- | ---------- | ------------- | -------- |
| Daya Bay 1    | Dayabaai     | PWR  | M-310      | Operationeel | 944                   | 07-08-1987 | 01-02-1994    |          |
| Daya Bay 2    | Dayabaai     | PWR  | M-310      | Operationeel | 944                   | 07-04-1988 | 06-05-1994    |          |
| Fangjiashan 1 | Fangjiashan  | PWR  | CPR-1000   | Operationeel | 1000                  | 26-12-2008 | 15-12-2014    |          |
| Fangjiashan 2 | Fangjiashan  | PWR  | CPR-1000   | Operationeel | 1000                  | 17-07-2009 | 12-02-2015    |          |
| Fuqing 1      | Fuqing       | PWR  | CPR-1000   | Operationeel | 1000                  | 21-11-2008 | 19-11-2014    |          |
| Hongyanhe 1   | Hongyanhe    | PWR  | CPR-1000   | Operationeel | 1061                  | 18-08-2007 | 06-06-2013    |          |
| Hongyanhe 2   | Hongyanhe    | PWR  | CPR-1000   | Operationeel | 1061                  | 28-03-2008 | 13-05-2014    |          |
| Hongyanhe 3   | Hongyanhe    | PWR  | CPR-1000   | Operationeel | 1000                  | 07-03-2009 | 23-03-2015    |          |
| Ling Ao 1     | Dapengbandao | PWR  | M-310      | Operationeel | 950                   | 15-05-1997 | 28-05-2002    |          |
| Ling Ao 2     | Dapengbandao | PWR  | M-310      | Operationeel | 950                   | 28-11-1997 | 08-01-2003    |          |
| Ling Ao 3     | Dapengbandao | PWR  | CPR-1000   | Operationeel | 1007                  | 15-12-2005 | 15-09-2010    |          |
| Ling Ao 4     | Dapengbandao | PWR  | CPR-1000   | Operationeel | 1007                  | 15-06-2006 | 07-08-2011    |          |
| Ningde 1      | Ningde       | PWR  | CPR-1000   | Operationeel | 1018                  | 18-02-2008 | 15-04-2013    |          |
| Ningde 2      | Ningde       | PWR  | CPR-1000   | Operationeel | 1018                  | 12-11-2008 | 04-05-2014    |          |
| Ningde 3      | Ningde       | PWR  | CPR-1000   | Operationeel | 1018                  | 08-01-2010 | 21-03-2015    |          |
| Qinshan 1     | Qinshan      | PWR  | CNP-300    | Operationeel | 298                   | 20-03-1985 | 01-04-1994    |          |
| Qinshan 2-1   | Qinshan      | PWR  | CNP-600    | Operationeel | 610                   | 02-06-1996 | 15-04-2002    |          |
| Qinshan 2-2   | Qinshan      | PWR  | CNP-600    | Operationeel | 610                   | 01-04-1997 | 03-05-2004    |          |
| Qinshan 2-3   | Qinshan      | PWR  | CNP-600    | Operationeel | 610                   | 28-04-2006 | 05-10-2010    |          |
| Qinshan 2-4   | Qinshan      | PWR  | CNP-600    | Operationeel | 610                   | 28-01-2007 | 30-12-2011    |          |
| Qinshan 3-1   | Qinshan      | PHWR | CANDU-6    | Operationeel | 650                   | 08-06-1998 | 31-12-2002    |          |
| Qinshan 3-2   | Qinshan      | PHWR | CANDU-6    | Operationeel | 650                   | 25-09-1998 | 24-07-2003    |          |
| Tianwan 1     | Lianyungang  | PWR  | VVER V-428 | Operationeel | 990                   | 20-10-1999 | 17-05-2007    |          |
| Tianwan 2     | Lianyungang  | PWR  | VVER V-428 | Operationeel | 990                   | 20-09-2000 | 16-08-2007    |          |
| Yangjiang 1   | Yangjiang    | PWR  | CPR-1000   | Operationeel | 1000                  | 16-12-2008 | 25-03-2014    |          |
| Yangjiang 2   | Yangjiang    | PWR  | CPR-1000   | Operationeel | 1000                  | 04-06-2009 | 10-03-2015    |          |

## Bouwprogramma
Geen enkel land heeft zoveel reactoren in aanbouw als China. Op 16 maart 2011, na de kernramp van Fukushima, besliste de Chinese Raad van State om alle lopende projecten te bevriezen in afwachting van een herevaluatie. Deze maatregel werd in oktober 2012 opgeheven. Het tempo van het groeitraject werd enigszins teruggeschroefd (van 80 naar 58 GW in 2020).
De reactoren in aanbouw zijn gebaseerd op buitenlandse technologie. Het belangrijkste model, de CPR-1000, is een eigen versie van een Frans Generatie II-ontwerp. Daarnaast zijn ook enkele "zuiver" buitenlandse eenheden onder constructie: Franse EPR's, Canadese Candu 6'en, Russische VVER's en Japans-Amerikaanse AP1000's.
Voortbouwend op deze technologietransfers onder licentie, heeft de Chinese nucleaire industrie eigen exporteerbare ontwerpen ontwikkeld. Vanuit de Franse filière ontwikkelde CGN de ACPR-1000 en CNNC de ACP-1000. Na de krachtenbundeling tussen beide bedrijven werden deze ontwerpen samengevoegd tot de Hualong 1, nog steeds leverbaar in twee gedaanten. Constructiewerken voor een eerste eenheid daarvan zijn in mei 2015 aangevat.
Concurrent SNPTC ging aan de slag met de AP-1000 van Toshiba's Westinghouse en ontwikkelde deze tot de CAP-1400. Daarvan zijn er twee in aanbouw. Om de uitrol operationeel te ondersteunen, gaat SNPTC fuseren met CPI. De nieuwe combinatie heet State Power Investment Group.
| Naam          | Maximaal vermogen | Huidig vermogen | Aanvang constructie | Actief vermogen | Geplande indienstname | Reactortypes                             |
| ------------- | ----------------- | --------------- | ------------------- | --------------- | --------------------- | ---------------------------------------- |
| Tianwan       | 8.380 MW          | 4.080 MW        | 20-10-1999          | 1.980 MW        | 2018/2019             | 4 × VVER-1000 2 × CNP-1000 2 × VVER-1200 |
| Ningde        | 6.108 MW          | 4.072 MW        | 18-02-2008          | 2.036 MW        | 2015/2016             | 6 × CPR-1000                             |
| Hongyanhe     | 6.122 MW          | 4.122 MW        | 27-08-2007          | 2.122 MW        | 2015/2016             | 4 × CPR-1000                             |
| Yangjiang     | 6.000 MW          | 4.000 MW        | 16-12-2008          | 1.000 MW        | 2014/5/7/8            | 4 × CPR-1000 2 × ACPR-1000               |
| Qinshan       | 6.838 MW          | 5.438 MW        | 20-03-1985          | 4.038 MW        | 2014/2015             | PWR, PHWR                                |
| Fangjiashan   | 2.000 MW          | 2.000 MW        | 26-12-2008          | 0 MW            | 2014/2015             | 2 × CPR-1000                             |
| Fuqing        | 6.000 MW          | 4.000 MW        | 21-11-2008          | 1.000 MW        | 2014/5/6/7            | 4 × CPR-1000 2 × ACP-1000                |
| Sanmen        | 6.600 MW          | 2.200 MW        | 19-04-2009          | 0 MW            | 2014/2015             | 6 × AP1000                               |
| Haiyang       | 8.800 MW          | 2.200 MW        | 24-09-2009          | 0 MW            | 2014/2015             | 8 × AP1000                               |
| Taishan       | 6.800 MW          | 3.400 MW        | 28-10-2009          | 0 MW            | 2015/2016             | 4 × EPR                                  |
| Xianning      | 4.400 MW          | 2.200 MW        | 2011                | 0 MW            | 2015/2016             | 4 × AP1000                               |
| Fangchenggang | 6.000 MW          | 2.000 MW        | 30-07-2010          | 0 MW            | 2015/17/19            | 6 × CPR-1000                             |
| Changjiang    | 2.440 MW          | 1.220 MW        | 25-04-2010          | 0 MW            | 2014/2015             | 4 × CNP-650                              |
| Totaal        | 76.328 MW         | 40.852 MW       |                     | 12.176 MW       |                       |                                          |

## Ontwikkeling van nieuwe reactortypes
Na de ontplooiing van geavanceerde drukwaterreactoren van de derde generatie, wil China in een volgende fase overschakelen op kweekreactoren met een veel betere splijtstofbenutting (hogere burn-up en recycling). Daartoe worden verschillende paden bewandeld.
Het meest gevorderd is de HTR-PM, een hogetemperatuurreactor van de vierde generatie. Een 210 MW demonstratie-eenheid wordt sinds 2012 gebouwd in Rongcheng. Ze wordt aangedreven door twee knikkerbedmodules met heliumkoeling. Er is een aanvraag ingediend voor twee commerciële centrales te Ruijin (Jiangxi), met 2021 als operationele streefdatum.
Een tweede ontwikkelingspad is dat van de gesmoltenzoutreactor op thorium. Hiervoor werd een Centrum voor Thorium Gesmoltenzoutreactorsystemen opgericht binnen het Shanghai Institute of Applied Physics. De leiding is in handen van Jiang Mianheng, zoon van voormalig president Jiang Zemin. In 2011 werd een samenwerkingsovereenkomst afgesloten met Oak Ridge National Laboratory. Als tussenstap zal eerst een knikkerbedreactor worden gebouwd waarin het zout enkel als koelstof dient en de splijtstof apart blijft in vaste vorm. De eerste prototypes moeten functioneren in 2017 en de eindhorizon is 2030.
China heeft ook belangstelling voor andere types. Hiervoor werkt het onder meer nauw samen met Rusland. Ook het Belgische MYRRHA wordt van nabij gevolgd en heeft al tot een akkoord geleid.
Voorts voert China onderzoek naar kernfusie. Het beschikt over een onderzoeksreactor EAST en levert een bijdrage aan het internationale ITER.

## Atoomsteden
In  Haiyan (provincie Zhejiang) verrijst sinds 2010 een atoomstad van 130 km². Naast de aanwezige kerncentrales is het een plaats waar andere facetten van de nucleaire industrie clusteren: fabrikanten, medische toepassingen, stralingsdetectie enzovoorts. Ook zijn er opleidings- en trainingscentra.
Het Rongcheng Nuclear Power Industrial Park in Shidaowan wordt eveneens uitgebouwd tot een nucleair centrum.

## Instellingen & bedrijven (selectie)
Bij de vormgeving van het beleid inzake kernenergie zijn de volgende instanties betrokken:
- China Atomic Energy Authority: overheidsinstelling die nieuwe capaciteit plant op basis van haalbaarheidsstudies;
- National Nuclear Safety Administration: overheidsagentschap dat toeziet op de veiligheid van de kerninstallaties voor civiel gebruik en allerlei vergunningen aflevert (keuze site, bouw, laden splijtstof, productie);
- National Development and Reform Commission: stelt de invloedrijke vijfjarenplannen op.

De voornaamste bedrijven in de nucleaire industrie zijn:
- China National Nuclear Corporation (CNNC);
- China General Nuclear Power Group (CGN);
- State Nuclear Power Technology Corporation (SNPTC);
- China Nuclear International Uranium Corporation (CNIUC): onderdeel van CNNC dat uranium ontgint.

Er zijn een aantal belangenverenigingen:
- Chinese Nuclear Society;
- China Nuclear Energy Association.

## Kritiek & contestatie
Binnenlandse kritiek op het atoomprogramma komt weinig voor in China vanwege de staatscensuur. Een zeldzaam waarschuwend geluid kwam er in 2015 van de 88-jarige He Zuoxiu, een gerespecteerd lid van de Chinese Academie van Wetenschappen. Hij zei te vrezen voor ongelukken omdat men veel te snel gaat en de sector geplaagd wordt door corruptie en ontoereikend management. Een illustratie daarvan was de veroordeling van Kang Rixin, die van 2003 tot 2009 de leiding had over CNNC. In 2010 kreeg hij levenslang wegens omkoping, al was misschien ook spionage in het spel.
Tot nog toe zijn er geen accidenten gerapporteerd in Chinese kernreactoren (vier of meer op de INES-schaal).